# Diacarnus levii
Diacarnus levii är en svampdjursart som beskrevs av Michelle Kelly-Borges och Jean Vacelet 1995. Diacarnus levii ingår i släktet Diacarnus och familjen Podospongiidae.
Artens utbredningsområde är havet kring Nya Kaledonien. Inga underarter finns listade i Catalogue of Life.